# May Sutton
Pour les articles homonymes, voir Bundy.
Ne pas confondre avec Florence Sutton (sa sœur) et Dorothy Bundy (sa fille), également joueuses de tennis.

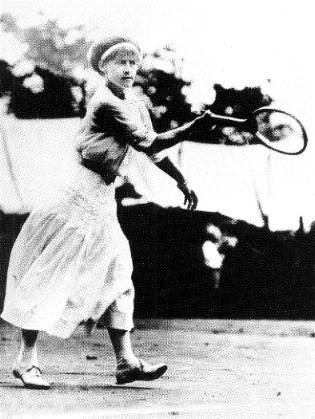
May Sutton.

May Godfrey Sutton (25 septembre 1886, Plymouth, Angleterre – 4 octobre 1975 à Santa Monica) est une joueuse de tennis américaine du début du XXe siècle.
Elle est également connue sous le nom de May Sutton-Bundy ou May Bundy, à la suite de son mariage en 1912 avec le champion Tom Bundy.

## Biographie
À six ans, la famille de May Sutton quitte l'Angleterre et déménage à Pasadena, en Californie. Avec ses sœurs Violet, Florence et Ethel, elle s'initie au tennis sur un court en ciment construit par son père. Toutes dominent les tournois de l'État jusqu'en 1915 ; dotée d'un revers puissant, la jeune May s'avère rapidement la plus douée.
En 1904, à dix-huit ans, May Sutton remporte l'US Women's National Championship en simple, ainsi que le double dames aux côtés de Miriam Hall.
En 1905, elle devient la deuxième non-Britannique (après l'Irlandaise Lena Rice en 1890) à remporter le tournoi de Wimbledon face, en finale, à la double tenante du titre Dorothea Douglass. À cette occasion, elle choque le public anglais avec sa robe laissant ses chevilles découvertes. Douglass prend sa revanche l'année suivante ; Sutton la bat à nouveau en 1907.
Elle se marie en 1912 au champion de tennis Tom Bundy et prend alors une semi-retraite sportive afin d'élever ses enfants.
Elle revient au plus haut niveau en 1921 (4e meilleure Américaine) et, en 1925, atteint la finale du double dames, à presque quarante ans.
En 1928 et 1929, avec sa fille Dorothy (future gagnante aux Internationaux d'Australie), elle participe encore au double dames à l'US Women's National Championship, constituant un duo mère-fille inédit.
Son neveu, John Doeg, a remporté l'US Men's National Championship en simple en 1930.
Elle est membre du International Tennis Hall of Fame depuis 1956.
Jusqu'à sa mort en 1975, elle n'a jamais arrêté de pratiquer le tennis.

## Palmarès (partiel)

### Titres en simple dames
| No | Date       | Nom et lieu du tournoi                  | Catégorie | Surface      | Finaliste         | Score    |          |
| -- | ---------- | --------------------------------------- | --------- | ------------ | ----------------- | -------- | -------- |
| 1  | 21/06/1904 | US National Championships, Philadelphie | G. Chelem | Gazon (ext.) | Elisabeth Moore   | 6-1, 6-2 | Parcours |
| 2  | 1905       | Cincinnati tournament, Cincinnati       |           | Dur (ext.)   | Myrtle McAteer    | 6-0, 6-0 |          |
| 3  | ??/06/1905 | The Championships, Wimbledon            | G. Chelem | Gazon (ext.) | Dorothea Douglass | 6-3, 6-4 |          |
| 4  | 1906       | Cincinnati tournament, Cincinnati       |           | Dur (ext.)   | Florence Sutton   | 7-5, 6-2 |          |
| 5  | 1907       | Cincinnati tournament, Cincinnati       |           | Dur (ext.)   | Martha Kinsey     | 6-1, 6-1 |          |
| 6  | ??/06/1907 | The Championships, Wimbledon            | G. Chelem | Gazon (ext.) | Dorothea Douglass | 6-1, 6-4 |          |
| 7  | 1909       | Canadian Championships                  |           | NC           | NC                | NC       |          |

### Finales en simple dames
| No | Date       | Nom et lieu du tournoi                     | Catégorie | Surface      | Vainqueure        | Score    |          |
| -- | ---------- | ------------------------------------------ | --------- | ------------ | ----------------- | -------- | -------- |
| 1  | ??/06/1906 | The Championships, Wimbledon               | G. Chelem | Gazon (ext.) | Dorothea Douglass | 6-3, 9-7 |          |
| 2  | 1912       | Cincinnati tournament, Cincinnati          |           | Dur (ext.)   | Marjorie Dodd     | Abandon  |          |
| 3  | 21/05/1927 | Pacific Coast Championships, San Francisco |           | Terre (ext.) | Helen Jacobs      | 6-3, 6-2 | Parcours |

### Titres en double dames
| No | Date       | Nom et lieu du tournoi                    | Catégorie | Surface      | Partenaire     | Finalistes                    | Score         |          |
| -- | ---------- | ----------------------------------------- | --------- | ------------ | -------------- | ----------------------------- | ------------- | -------- |
| 1  | 21/06/1904 | US National Championships Philadelphie    | G. Chelem | Gazon (ext.) | Miriam Hall    | Elisabeth Moore Carrie Neely  | 3-6, 6-3, 6-3 | Parcours |
| 2  | 1906       | Cincinnati tournament Cincinnati          |           | Dur (ext.)   | Marjorie Dodd  | Florence Sutton Lula Belden   | 6-3, 3-6, 6-3 |          |
| 3  | 21/05/1927 | Pacific Coast Championships San Francisco |           | Terre (ext.) | Louise Riddell | Winifred Suhr Marion Williams | 6-1, 9-7      | Parcours |

### Finales en double dames
| No | Date       | Nom et lieu du tournoi                 | Catégorie | Surface      | Vainqueures                      | Partenaire        | Score    |          |
| -- | ---------- | -------------------------------------- | --------- | ------------ | -------------------------------- | ----------------- | -------- | -------- |
| 1  | 1905       | Cincinnati tournament Cincinnati       |           | Dur (ext.)   | Myrtle McAteer Helen Homans      | Lula Belden       | 6-1, 6-3 |          |
| 2  | 1912       | Cincinnati tournament Cincinnati       |           | Dur (ext.)   | Mary Kendall Browne Louise Moyes | Mrs. Gus Touchard | 6-3, 6-3 |          |
| 3  | 17/08/1925 | US National Championships Forest Hills | G. Chelem | Gazon (ext.) | Mary Kendall Browne Helen Wills  | Elizabeth Ryan    | 6-4, 6-3 | Parcours |

### Finale en double mixte
| No | Date       | Nom et lieu du tournoi                 | Catégorie | Surface      | Vainqueures                 | Partenaire  | Score    |          |
| -- | ---------- | -------------------------------------- | --------- | ------------ | --------------------------- | ----------- | -------- | -------- |
| 1  | 21/06/1904 | US National Championships Philadelphie | G. Chelem | Gazon (ext.) | Elisabeth Moore Wylie Grant | F.B. Dallas | 6-2, 6-1 | Parcours |

## Parcours en Grand Chelem (partiel)
Si l’expression « Grand Chelem » désigne classiquement les quatre tournois les plus importants de l’histoire du tennis, elle n'est utilisée pour la première fois qu'en 1933, et n'acquiert la plénitude de son sens que peu à peu à partir des années 1950.

### En simple dames
| Année | Championnat d'Australasie Championnat d'Australie | Championnat d'Australasie Championnat d'Australie | Championnat de France Internationaux de France | Championnat de France Internationaux de France | Wimbledon     | Wimbledon   | US National     | US National     |
| ----- | ------------------------------------------------- | ------------------------------------------------- | ---------------------------------------------- | ---------------------------------------------- | ------------- | ----------- | --------------- | --------------- |
| 1904  | -                                                 | -                                                 | -                                              | -                                              | -             | -           | Ch. R. victoire | Elisabeth Moore |
| 1905  | -                                                 | -                                                 | -                                              | -                                              | Victoire      | D. Douglass | -               | -               |
| 1906  | -                                                 | -                                                 | -                                              | -                                              | Finale        | D. Douglass | -               | -               |
| 1907  | -                                                 | -                                                 | -                                              | -                                              | Victoire      | D. Douglass | -               | -               |
| 1929  | -                                                 | -                                                 | 2e tour (1/16)                                 | Ilse Friedleben                                | 1/4 de finale | Joan Ridley | -               | -               |

À droite du résultat, l’ultime adversaire.

### En double dames
| Année | Championnat d'Australasie Championnat d'Australie | Championnat d'Australasie Championnat d'Australie | Championnat de France Internationaux de France | Championnat de France Internationaux de France | Wimbledon                | Wimbledon               | US National          | US National              |
| ----- | ------------------------------------------------- | ------------------------------------------------- | ---------------------------------------------- | ---------------------------------------------- | ------------------------ | ----------------------- | -------------------- | ------------------------ |
| 1904  | -                                                 | -                                                 | -                                              | -                                              | -                        | -                       | Victoire Miriam Hall | E. Moore Carrie Neely    |
| 1925  | -                                                 | -                                                 | -                                              | -                                              | -                        | -                       | Finale E. Ryan       | Mary Kendall Helen Wills |
| 1929  | -                                                 | -                                                 | 1er tour (1/16) M. Morrill                     | Ida Adamoff Simone Amaury                      | 3e tour (1/8) M. Morrill | Joan Austin Joan Ridley | -                    | -                        |

Sous le résultat, la partenaire ; à droite, l’ultime équipe adverse.

### En double mixte
| Année | Championnat d'Australasie Championnat d'Australie | Championnat d'Australasie Championnat d'Australie | Championnat de France Internationaux de France | Championnat de France Internationaux de France | Wimbledon | Wimbledon | US National        | US National          |
| ----- | ------------------------------------------------- | ------------------------------------------------- | ---------------------------------------------- | ---------------------------------------------- | --------- | --------- | ------------------ | -------------------- |
| 1904  | -                                                 | -                                                 | -                                              | -                                              | -         | -         | Finale F.B. Dallas | E. Moore Wylie Grant |
| 1929  | -                                                 | -                                                 | 1er tour (1/32) Bill Tilden                    | S. Barbier Grandguillot                        | -         | -         | -                  | -                    |

Sous le résultat, le partenaire ; à droite, l’ultime équipe adverse.